# Јејл (Илиноис)
Јејл (енгл. Yale) град је у америчкој савезној држави Илиноис.

## Демографија
По попису из 2010. године број становника је 86, што је 11 (-11,3%) становника мање него 2000. године.
| Група             | 2000.      | 2010.      |
| Белци             | 95 (97,9%) | 79 (91,9%) |
| Афроамериканци    | 0 (0,0%)   | 0 (0,0%)   |
| Азијати           | 0 (0,0%)   | 0 (0,0%)   |
| Хиспаноамериканци | 1 (1,0%)   | 3 (3,5%)   |
| Укупно            | 97         | 86         |